# 上対馬町歴史民俗資料館
上対馬町歴史民俗資料館（かみつしまちょうれきしみんぞくしりょうかん）は、長崎県対馬市上対馬町にある博物館・歴史研究施設。対馬北端の重要な位置の歴史資料・民俗資料などの収集・保管・調査及び研究、収蔵資料の一部展示を行っている。

## 沿革
- 上対馬町は、対馬の最北端に位置しており、韓国との距離は海を隔てて49.5kmの国境の町である。民俗資料室には古来より国際交流の窓口としてあった対馬（上対馬町）の歴史と文化財を紹介しています。特に国指定史跡からの出土遺物や、漁具、農具、民具などの民俗資料、市内に生息する動物を紹介している。

## 展示遺跡
- 国指定史跡　塔の首遺跡(後2世紀ごろ)（とうのくびいせき）　から出土した広鋒銅矛（ひろさきどうほこ）
- 経隈墳墓(3世紀頃)（きょうのくまふんぼ）
- 朝日山古墳群(5世紀頃）（あさひやまこふんぐん）（市指定史跡）
- コフノサエ遺跡(6世紀頃）等

## 入館
- 入館料金：無料

## 交通
- 博多港からフェリーで上対馬町の比田勝港まで約4時間50分（1日1便）
- 比田勝港から徒歩15分
- 対馬南端の厳原町よりバスもしくは車で約2時間20分。